# Tom Driberg
Thomas Edward Neil Driberg, Nam tước Bradwell (22 tháng 5 năm 1905 – 12 tháng 8 năm 1976) là một nhà báo, chính khách, giáo sĩ nhà thờ Anh giáo cao cấp và có thể là điệp viên Liên Xô người Anh, từng là nghị sĩ Quốc hội (MP) từ năm 1942–55, và một lần nữa từ năm 1959–74. Là thành viên Đảng Cộng sản Vương quốc Anh trong hơn hai mươi năm, lần đầu tiên ông được bầu vào quốc hội với tư cách là một đảng Độc lập, và gia nhập Đảng Lao động vào năm 1945. Ông không bao giờ giữ bất kỳ chức vụ bộ trưởng nào, nhưng đã vươn lên vị trí cao cấp trong Đảng Lao động và là một nhân vật nổi tiếng và có ảnh hưởng trong chính trị cánh tả trong nhiều năm.
Con trai của một sĩ quan thực dân nghỉ hưu, Driberg được giáo dục tại Lance và Christ Church, Oxford. Sau khi rời trường đại học mà không có bằng cấp, ông cố gắng trở thành một nhà thơ trước khi tham gia Daily Express với tư cách là một phóng viên, sau đó trở thành một nhà bình luận. Năm 1933, ông bắt đầu bình luận xã hội "William Hickey", ông tiếp tục viết cho đến năm 1943. Sau đó, ông là một nhà bình luận thường xuyên cho tờ báo của Tập đoàn Hợp tác Reynold's News và cho các tạp chí thiên tả khác. Ông viết một số cuốn sách, bao gồm tiểu sử của nam tước báo chí Lord Beaverbrook và điệp viên Liên Xô Guy Burgess. Ông nghỉ hưu tại Hạ viện năm 1974, và sau đó được thăng tước hiệu Nam tước Bradwell, xứ Bradwell juxta Mare tại Hạt Essex.
Driberg không giấu diếm chuyện đồng tính luyến ái của mình, điều mà ông thực hành trong suốt cuộc đời mặc dù đó là một tội hình sự ở Anh cho đến năm 1967; khả năng của ông để tránh bất kỳ hậu quả cho hành vi nguy hiểm và thường trơ trẽn của ông gây trở ngại cho bạn bè và đồng nghiệp của ông. Luôn tìm kiếm những trải nghiệm kỳ lạ, Driberg kết bạn vào nhiều thời điểm khác nhau với Aleister Crowley và cặp song sinh Kray, cùng với những nhân vật được kính trọng và tôn trọng trong thế giới văn học và chính trị. Ông kết hợp lối sống này với một sự cống hiến không ngừng cho Công giáo Anh. Sau khi ông qua đời, các cáo buộc được công bố về vai trò của ông trong nhiều năm với tư cách là người cung cấp thông tin MI5, một đặc vụ KGB hoặc cả hai. Mức độ và bản chất của sự tham gia của Driberg với các cơ quan này vẫn chưa chắc chắn.